# Zaouïa de Sidi Amar
La Zaouïa de Sidi Amar et-Tensi est un édifice religieux situé à Alger en Algérie. Elle fait partie des Zaouïas en Algérie affiliées à la Confrérie Chadhiliyya sous la tutelle du Ministère des Affaires religieuses et des Wakfs et de la Référence religieuse algérienne.

## Construction
C'est le théologien "Sidi Amar et-Tensi" qui fit construire cette zaouïa en 1632 grégorien, équivalent à l'an 1042 hégirien, au-dessus de l'actuel "cimetière El Kettar" non loin du quartier Kettani de Bab El Oued.
Cet érudit est natif de la ville de Ténès dans l'actuelle wilaya de Chlef.
Le nom complet de ce faqîh est "Abou Hafs Omar ben Moussa et-Tensi".
Mais la prononciation dialectale du nom Omar se réduit à Amar en langue algérienne, et c'est ainsi que ce théologien est plus connu par "Sidi Amar" que par "Sidi Omar".
Il s'est installé à Alger pour propager le rite de la Chadhiliyya répandu dans les zaouïas de la plaine de Khemis Meliana et de la plaine du Bas-Chelif.

## Description
La zaouïa de Sidi Amar et-Tensi était composée de plusieurs édifices:
- Une mosquée à l'intérieur de la Casbah d'Alger sans minaret avec toiture en tuiles selon le style architectural berbère.
- Une mosquée à l'extérieur de la Casbah d'Alger selon le même style architectural.
- La zaouïa proprement dite en dehors de la Casbah d'Alger.
- Une maison pour le cheikh de la zaouïa.
- Un mausolée honorant le défunt "Sidi Amar ben Moussa et-Tensi".
- Des salles de classe pour l'enseignement du Coran et des sciences islamiques.
- Des lieux d'hébergement des disciples[6].

## Mausolée
Le mausolée de "Sidi Amar et-Tensi" était situé dans l'enceinte de cette zaouïa où il a été enterré à sa mort en 1654 grégorien équivalent à 1065 hégirien.
Il a été inscrit comme édifice protégé dans les registres de dar Es-Soltane par un acte notarié.
Ce dôme contenant une châsse n'était distant de la zaouïa de Sidi Abderrahmane et du lycée Émir Abdelkader que d'environ trois kilomètres.
Les visiteurs s'y adonnaient au tawassoul et au Duaa selon les préceptes de la référence religieuse algérienne.
Ce mausolée a été restauré en 1701 grégorien équivalent à 1113 hégirien.

## Waqfs
La zaouïa de Sidi Amar et-Tensi subvenait aux frais de son fonctionnement et de son équipement, ainsi qu'à son entretien, au travers des revenus engrangés par une multitude de biens du Waqf qui lui appartenaient.
La gestion des biens habous de la zaouïa et des mosquées situées en dedans et en dehors de l'enceinte de la Casbah d'Alger, ainsi que le produit de la vente des tombes et des tributs, était faite par l'oukil qui les employaient aux diverses dépenses.
Ces dépenses consistaient dans la fourniture d'huile, de nattes, de matériaux de construction, de frais de réparation et d'entretien, ainsi que d'autres articles indispensables.
Ces biens Waqfs étaient composés de plusieurs édifices et terrains composant la dotation de cette zaouïa dans la Mitidja:
- Plusieurs "Zouidjas" inscrites au Habous.
- Une propriété de "Zouidjas" à Mouzaïa.
- Une propriété de "Zouidjas" à Soumaa.
- Une propriété de "Zoudj" à "Ouled Touk".
- Une propriété de "Zoudj" à "Ouled Debis".
- Une propriété de "Zoudj" à "Ouled El-Bedha".
- Une propriété de "Zoudj" à "Ouled El-Kohla".
- Une propriété de "Zoudj" à "Ouled El-Ferid".

Ces biens du Habous étaient soustraits au droit de paiement de la Zakât communément désignée par "El Achour".
C'est ainsi que les biens Waqfs de cette zaouïa étaient affranchis des droits de l'achour et autres dus de dar Es-Soltane de sorte qu'il ne leur est pas réclamé d'achour, repas, grains, domestiques en corvées, taxes payées au secrétaire du magasin (katib et-makhzène), entretien d'un cheval de la régence d'Alger, volaille donnée à l'occasion de la fête, beurre et autres objets, soient petits on grands, dus suivant l'usage à la régence, de quelque nature que ce soit, et cette faveur était entière et générale.

## Oukils
La charge d'administration de cette zaouïa était assumée par un "Oukil" qui était une fonction héréditaire dans la famille du marabout "Sidi Amar et-Tensi".
Plusieurs oukils se sont succédé dans la gestion de ce lieu de culte musulman.
| N° | Oukil                | Début | Fin  |
| -- | -------------------- | ----- | ---- |
| 01 | Sidi Amar et-Tensi   | 1632  | 1654 |
| 02 | Mohamed ben Ali      | 1654  | 1662 |
| 03 | Mohamed El Imam      | 1662  | 1688 |
| 04 | Mohamed ben Mohamed  | 1688  | 1690 |
| 05 | Omar ben Mohamed     | 1690  | 1701 |
| 06 | Abdelkader ben Oukil | 1701  | 1742 |
| 07 | Mustafa ben Larbi    | 1742  | 1787 |
| 08 | Ali ben Lamine       | 1787  | 1812 |

## Activité cultuelle
La zaouïa de Sidi Amar et-Tensi animait la célébration du Mawlid durant plusieurs jours.
Lors de cette illustre festivité annuelle, l'Oukil de la zaouïa donnait avec ses disciples de la nourriture, pendant ces jours heureux de Rabia al awal, aux pauvres, aux indigents et aux voyageurs.

## Sources
- « Alger, quelques-unes de ses mosquées d'après "Comité du Vieil Alger, Feuillets d'El-Djezaïr, Fondateur Henri Klein (1910), Éditions du Tell », sur www.alger-roi.fr, 29 septembre 2003 (consulté le 11 décembre 2015)
- Zineddine Sekfali, « Que peut-on encore sauver Alger ? », sur www.algerie-dz.com, El Watan, 18 avril 2005 (consulté le 11 décembre 2015)
- Rachid Bourouiba, Les Inscriptions commémoratives des mosquées d’Algérie, Alger, Office des Publications Universitaires, 1984, 374 p. (OCLC 17604508), p. 81-86
- Rachid Bourouiba, L’Art religieux musulman en Algérie, Alger, S.N.E.D., 1983, 2e éd. (1re éd. 1973), 343 p. (OCLC 432350294)
- Rachid Bourouiba, Apports de l’Algérie à l’architecture religieuse arabo-islamique, Alger, OPNA, 1986, 358 p. (OCLC 21521189)
- Albert Devoulx, Les Édifices religieux de l'ancien Alger, Alger, Bastide, 1870, 270 p. (OCLC 490390051, lire en ligne) Extrait de la Revue africaine.
- Georges Marçais, L’Architecture musulmane d’occident, Tunisie, Algérie, Espagne et Sicile, Paris, Arts et Métiers Graphiques, 1954, 1080 (OCLC 253985764)